# ハイラト・シャーテル

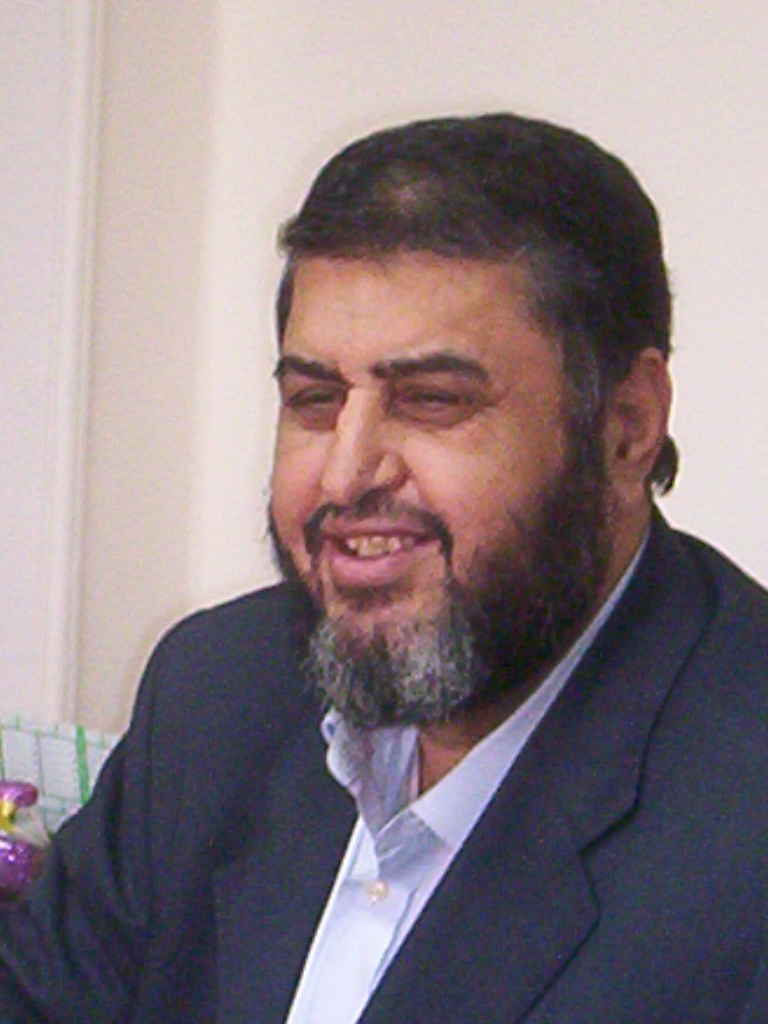

ムハンマド・ハイラト・サアド・エル＝シャーティル（アラビア語: محمد خيرت سعد الشاطر 、Mohamed Khairat Saad El-Shaater、1950年5月4日 -）は、エジプトの技術者、実業家、政治家。現ムスリム同胞団副団長。
ダカハリーヤ県出身。アレキサンドリア大学工学部卒。富豪といわれており、副団長でありながら、組織の事実上の最高実力者であるとされる。
2012年エジプト大統領選挙の候補者として自由公正党に擁立されたが、選挙管理委員会に失格とされ、異議を申し立てたものの棄却されて出馬できないこととなった。2013年エジプトクーデターでは、暴力行為を誘発としたとして逮捕され、カイロ南部の刑務所に勾留され、逃亡中のムハンマド・バディーウとともに、6月にムスリム同胞団が市民を銃撃して死亡させた事件について殺人共犯容疑で起訴された。